# Filippo Pennavaria
Filippo Pennavaria (Raguse, 26 août 1891 - Rome, 7 mars 1980) est un homme politique italien.

## Biographie
Né dans une famille d'intellectuels et de banquiers, il termine ses études universitaires à Rome. Il participe à la Première Guerre mondiale puis il retourne à Raguse en 1919 et prend a direction de la Banca Agricola Popolare di Ragusa pour succéder à son père. Avec l'arrivée du fascisme il est élu député du royaume d'Italie et, par ses actions, participe à la création de la nouvelle province de Raguse.
Après la fin de la Seconde Guerre mondiale et la chute du régime fasciste, il adhère au parti national monarchiste et devient sénateur de la IIIe législature de la République italienne en 1958.